# الأقليات الإثنية في الصين
الأقليات الإثنية في الصين هم من السكان الذين لا ينتمون لإثنية الهان. تعترف الصين رسميًا بخمسة وخمسين أقلية إثنية داخل الصين إضافةً لإثنية الهان التي تُعد الأكثرية. بحلول عام 2010، شمل العدد المُجمّع من الأقليات الإثنية المُعترف بها 8.49% من سكان الأراضي الصينية. إضافةً للمجموعات الإثنية المُعترف بها رسميًا، هناك قوميون صينيون يصنفون أنفسهم بصورة خاصة على أنهم أفراد من أقليات إثنية غير مُعترف بها (مثل اليهود والتوفان والأويرات والأتراك الإيليين واليابانيين).
تعيش الأقليات الإثنية التي تعترف بها جمهورية الصين الشعبية داخل الأراضي الصينية وتايوان، التي يُطلق على أقلياتها الإثنية اسم سكان تايوان الأصليين. تعترف جمهورية الصين (تايوان) رسميًا بأربع عشر مجموعة من سكان تايوان الأصليين، بينما تصنفهم جمهورية الصين الشعبية تحت أقلية إثنية واحدة وهم الغاوشان. لا تستخدم هونغ كونغ وماكاو نظام التصنيف الإثني هذا، ولا تتضمن أرقام جمهورية الصين الشعبية هذه المقاطعات.
بالتعريف، تشكل هذه الأقليات الإثنية إضافةً لأكثرية الهان القومية الصينية الأكبر المعروفة باسم زهونغوا مينزو. يُشار إلى الأقليات الصينية فقط باسم شاوشو مينزو.

## التسمية
إن المصطلح في اللغة الصينية للأقلية الإثنية هو شاوشو مينزو (ويعني أقلية عرقية/إثنية). في الوثائق المبكرة لجمهورية الصين الشعبية، مثل دستور عام 1982، كانت كلمة مينزو تُترجم إلى قومية، وذلك بعد استخدام الاتحاد السوفيتي للمصطلحات الماركسية اللينينية. ومع ذلك، لا تلمح الكلمة الصينية إلى الأقليات بوصفهم مواطنين غير صينيين، إذ هم في الحقيقة مواطنون صينيون. بعد تفكك الاتحاد السوفيتي، أعادت الوثائق الحكومية والعلمية ترجمة كلمة مينزو إلى الإنجليزية إلى كلمة مجموعات إثنية. استخدم بعض العلماء، ليكونوا أكثر دقة، الكلمة الجديدة زوكون للإشارة بما لا يدعو للشك للإثنية عندما يُراد استخدام كلمة مينزو للإشارة إلى القومية.

## تاريخ الإثنية في الصين

### التاريخ المبكر
على مر معظم التاريخ الصيني الموثق، كان هناك محاولات قليلة من المؤلفين الصينيين لفصل مفاهيم الوطنية والثقافة والإثنية. كان يُنظر إلى أولئك الخارجين عن السيطرة الإمبريالية وأنماط السيطرة للثقافة الصينية بأنهم مجموعات منفصلة من الأشخاص بصرف النظر إن ما كانوا يُعتبرون اليوم إثنية منفصلة. كان المفهوم الذاتي للهان يدور حول هذا التقسيم الثقافي المركزي. لهذا، كان لعملية الصيننة على مدى التاريخ علاقة بنشر الحكم الإمبريالي والثقافة بقدر ما لها علاقة مع الهجرة الإثنية الفعلية.
استمر هذا الفهم (مع بعض التغيير خلال حكم سلالة تشينغ من خلال استيراد الأفكار الغربية) حتى استولى الشيوعيون على السلطة في عام 1949. تأثر فهمهم للأقليات بشدة بالنماذج السوفيتية لجوزيف ستالين -كما كان الحال بالنسبة لجيرانهم في الأنظمة الشيوعية في فيتنام ولاوس- والتعريف السوفييتي للأقليات لم يثبت بوضوح هذا الفهم التاريخي الصيني. كان التفكير السوفييتي بشأن الأقليات هو أن الأمة تتكون من أولئك الذين لديهم لغة مشتركة وثقافة تاريخية وأرض. لكل دولة من هؤلاء الناس الحق النظري في الانفصال عن الحكومة الفيدرالية المقترحة. اختلف هذا عن طريقة التفكير السابقة بشكل رئيسي في أنه بدلًا من تحديد جميع أولئك الذين كانوا تحت الحكم الإمبريالي على أنهم صينيون، أصبحت الأمة (كما عُرِّفت على أنها مساحة تُبنى عليها السلطة) والإثنية (هوية المحكومين) منفصلة الآن؛ لا يعني كونك تحت الحكم المركزي تلقائيًا أن يُعترف بك على أنك صيني. أدى النموذج السوفياتي كما طُبّق على الصين إلى ظهور مناطق الحكم الذاتي في الصين. كان يعتقد أن هذه المناطق هي دولهم التي تتمتع باستقلالية نظرية من الحكومة المركزية.
خلال الحرب العالمية الثانية، نشرت الرابطة الأمريكية الآسيوية مقالة تحت عنوان «آسيا: مجلة الجمعية الأمريكية الآسيوية، المجلد 40»، بشأن مشكلة ما إذا كان المسلمون الصينيون صينيين أو أقلية عرقية منفصلة، والعوامل التي أدت إلى أي تصنيف معتمد. وتناول السؤال لماذا يعتبر المسلمون الصينيون عرقًا مختلفًا عن الصينيين الآخرين، والسؤال المنفصل عما إذا كان جميع المسلمين في الصين متحدين في عرق واحد. طُرحت المشكلة الأولى بالمقارنة مع البوذيين الصينيين، الذين لم يعتبروا عرقًا منفصلًا. وخلصت إلى أن سبب اعتبار المسلمين الصينيين منفصلين يرجع إلى عوامل مختلفة مثل الدين والثقافة والإقطاع العسكري، وأن اعتبارهم أقلية عرقية أمر خاطئ. توصل أيضًا إلى استنتاج مفاده أن المتحدث العسكري الياباني هو الشخص الوحيد الذي كان ينشر التأكيد الكاذب بأن المسلمين الصينيين لديهم وحدة عرقية، وهو ما دحضه حقيقة أن المسلمين في الصين كانوا يتألفون من العديد من الأعراق المختلفة، منفصلة عن بعضهما البعض مثل الألمان والإنجليز والمغول هوي من هيزو، والسالار هوي من تشينغهاي، والتشان تو هوي من تركستان. كان اليابانيون يحاولون نشر الكذبة القائلة بأن المسلمين الصينيين هم عرق واحد، من أجل نشر الادعاء بأنه يجب فصلهم عن الصين إلى كيان سياسي مستقل.

### تمييز القوميات في جمهورية الصين الشعبية
لتحديد عدد هذه القوميات الموجودة داخل الصين بعد ثورة 1949، اجتمع فريق من علماء الاجتماع لتعداد القوميات العرقية المختلفة. كانت المشكلة التي واجهتهم على الفور هي وجود هناك مناطق كثيرة في الصين اعتبرت فيها القرى في أحد الأودية نفسها هوية وثقافة منفصلة عن ذلك الوادي. وفقًا لكل قرية، فإن وضع القومية سيكون عبثيًا وسيؤدي إلى نتيجة غير منطقية لملء المؤتمر الشعبي الوطني بالمندوبين الذين يمثلون القرى الفردية. ردًا على ذلك، حاول علماء الاجتماع بناء مجموعات متماسكة من الأقليات باستخدام اللغة كمعيار رئيسي للتمايز. وأدى ذلك إلى نتيجة جُمعت فيها القرى التي كانت لها ممارسات ثقافية وتواريخ مختلفة جدًا تحت نفس الاسم العرقي. زوانغ هو أحد الأمثلة على ذلك؛ عملت المجموعة العرقية إلى حد كبير كمجموعة شاملة من قرى التلال المختلفة في مقاطعة غوانغشي.
أدى التعداد الفعلي لمن كان أو لم يكن أقلية إلى تآكل الخطوط التفصيلية الدقيقة التي رسمها علماء الاجتماع. غالبًا ما مُنحت الحالة العرقية الفردية بناءً على تاريخ شجرة العائلة. إذا كان لدى أحد أب (أو الأم، بالنسبة للمجموعات العرقية التي اعتُبرت أمومية) والذي كان له لقب يعتبر أنه ينتمي إلى مجموعة عرقية معينة، عندها يُمنح الفرد وضع الأقلية المرغوبة. ونتج عن ذلك أن القرى التي كانت تعتبر نفسها في السابق متجانسة وأساسًا من الهان قُسمت بين أولئك الذين لديهم هوية عرقية وأولئك الذين ليس لديهم هوية.
وصف فريق علماء الاجتماع الذين جمعوا قائمة جميع المجموعات العرقية ما اعتبروه السمات المميزة للتمييز بين كل مجموعة، بما في ذلك الثقافة والعرف واللغة. ثم استخدم المركز قائمة السمات هذه لاختيار ممثلين عن كل مجموعة لتقديم أداء على التلفزيون والراديو في محاولة لتعزيز سرد الحكومة للصين كدولة متعددة الأعراق ومنع ثقافة الأقليات العرقية من الاندماج من قبل الهان وبقية العالم. ومع ذلك، مع تطور التكنولوجيا الحديثة، لم يكن لهذه المحاولات تأثير يُذكر. في الواقع، العديد من أولئك الذين صُنفوا كأقليات محددة ليس لديهم أي علاقة بالموسيقى والعادات والممارسات الأخرى المقدمة مع صور وتمثيل شعبهم في وسائل الإعلام.
في ظل هذه العملية، اعتُرِف بتسعة وثلاثين مجموعة عرقية في التعداد الوطني الأول عام 1954. وارتفع هذا العدد إلى 54 من خلال التعداد الوطني الثاني في عام 1964، مع إضافة مجموعة لوبا في عام 1965. وكان التغيير الأخير هو إضافة شعب جينو عام 1979 وبذلك وصل عدد الجماعات العرقية المعترف بها إلى 56.